# Procession des Cierges de Salé

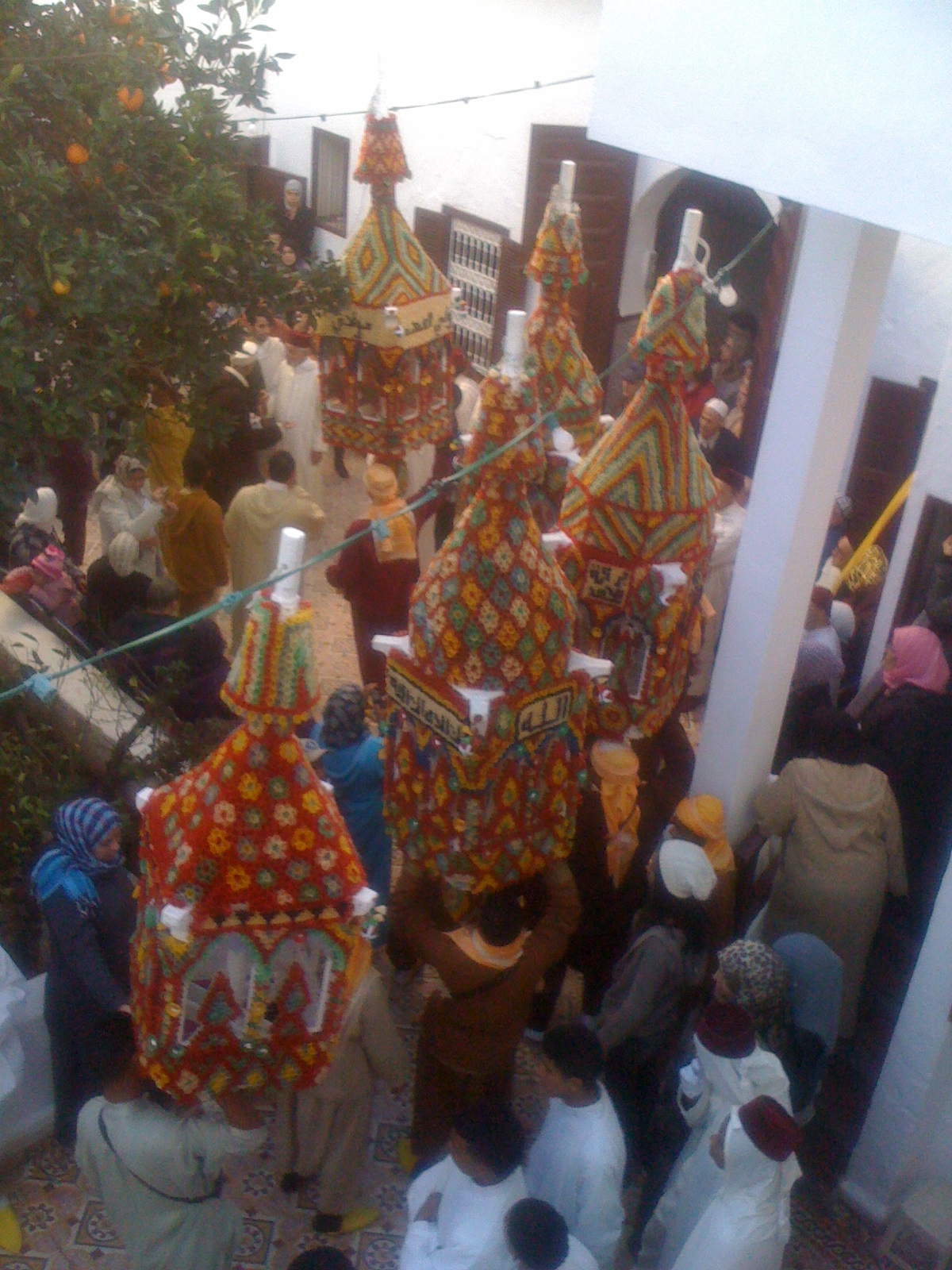
Le moussem des Cires

La procession des Cierges, aussi connue sous le nom de moussem des Cires ou de procession des Lanternes, est un moussem (fête régionale) organisé chaque année à Salé, au Maroc, au moment du Mawlid (nativité du Prophète).

## Histoire

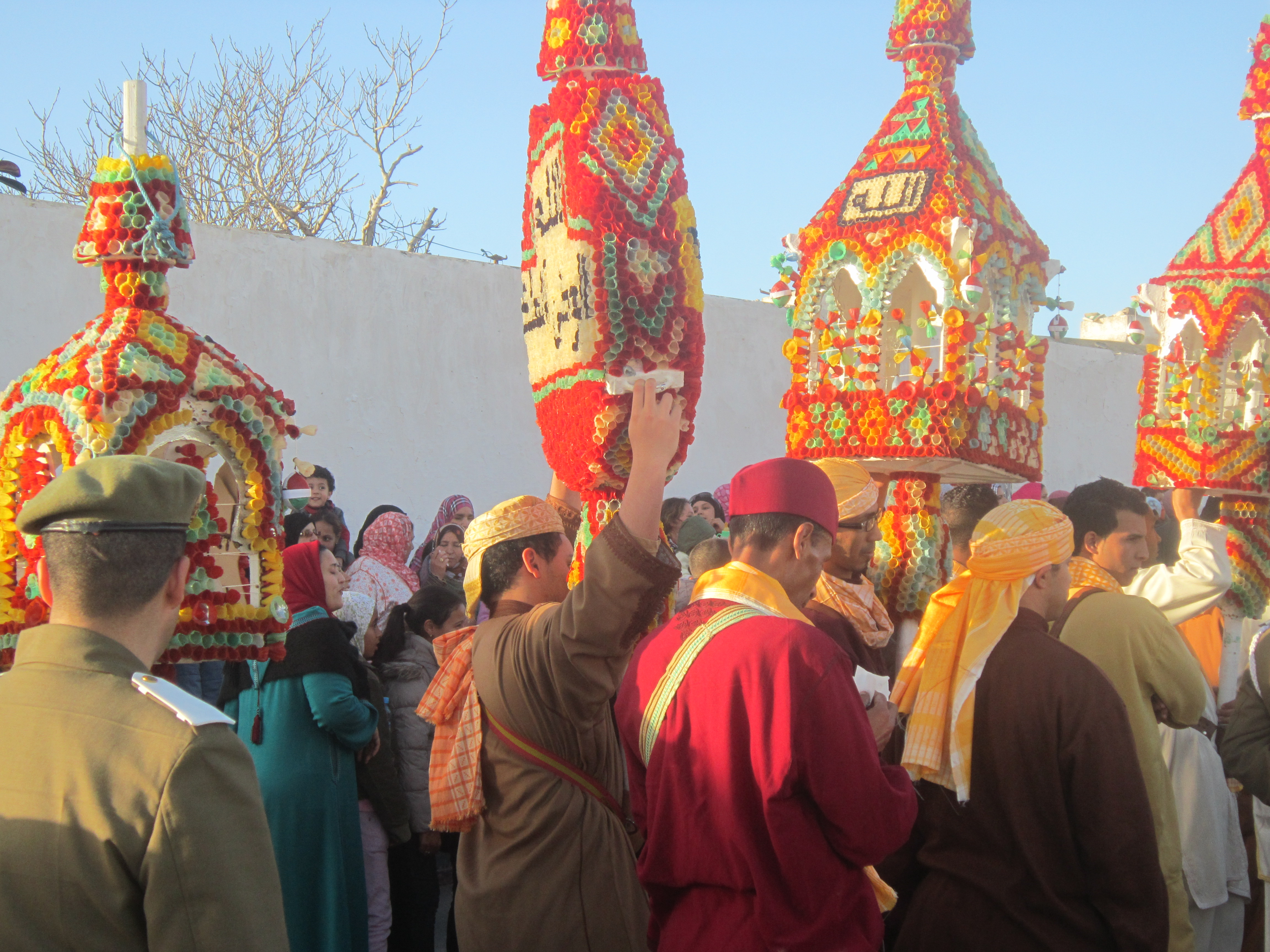
Slaouis portant les cierges

Cette tradition slaouie remonte au règne du sultan Ahmed al-Mansour (Sultan de 1578 à 1603) qui avait été très impressionné par la procession des Cierges à l’occasion du Mawlid lors de son exil de jeunesse (de 1557 à 1576) à Istanbul. Ce sultan saadien a décidé d’imiter cette tradition turco-ottomane à Marrakech.  Il ordonna la célébration de cette fête dans tout le royaume et c’est en 1569/1579 environ que la ville de Salé organisa son premier moussem. Cette coutume s'est perpétuée à Salé de siècle en siècle. Au fil du temps, plusieurs familles se sont succédé pour la fabrication des cierges : les plus connues sont les Oubia, El Mir, El Hoceyni, Lamrnissi et Chakroun, et actuellement, c’est la famille Belakbir qui s'en charge ; Les tourelles de cierges sont gardées toute l’année au mausolée Sidi Abdellah Ben Hassoun en attendant le prochain Mawlid. En 2013, le prince héritier Moulay El Hassan fut présent aux festivités.

## Description de l'événement
Chaque année, le Moussem des Cierges débute par une procession solennelle, organisée après la prière d'Al Asr, à la veille de l'Aïd Al-Mawlid,. En tête du cortège marchent les descendants du mystique Sidi Abdellah Benhassoun, suivis des ouléma et des prédicateurs, puis viennent ensuite les porteurs de cierges et la population. Le cortège parcourt les principales artères de la ville de Salé, passant par la place Achouhada (Bab Bouhaja), jusqu'au mausolée de Sidi Abdellah Benhassoun.
La procession est une véritable manifestation de ferveur religieuse et de dévotion populaire. Elle est suivie, dans la soirée, par des festivités marquées par la tenue d'un festin auquel sont conviés tous les participants et les familles nécessiteuses. Durant ces festivités, la « danse de la cierge » est exécutée, accompagnée de chants de la musique andalouse. 

## Participation bénévole des habitants de Salé
L'organisation du cortège des cierges à Salé a un impact significatif sur la communauté locale. Tout d'abord, il y a les personnes qui se consacrent à la fabrication et à la préparation des bougies spéciales pour cette occasion. La famille Belkbir, qui détient le monopole de la fabrication des bougies depuis des générations, joue un rôle central dans cet aspect. Chaque année, un important savoir-faire est mis en œuvre pour choisir la meilleure cire, la sécher, la fondre, la colorer et la verser dans des moules préparés à l'avance. En outre, la décoration des bougies connaît des changements considérables d'une année à l'autre, reflétant ainsi une volonté d'innovation et de créativité. Parallèlement à la fabrication des bougies, la préparation de l'événement mobilise également de nombreux bénévoles et participants. Les Chorfas Hassouniyine, descendants du mystique Sidi Abdellah Benhassoun, jouent un rôle clé dans l'organisation de la procession. Cette manifestation séculaire unit ainsi la communauté de Salé et célèbre à la fois la spiritualité et l'identité culturelle locale.